# ولکوف (دهانه)
ولکوف یک دهانه برخوردی در ماه‌ است.

## دهانه‌های اقماری
این دهانه ۲ دهانه اقماری دارد.
| Volkov | عرض جغرافیایی | طول جغرافیایی | قطر          |
| ------ | ------------- | ------------- | ------------ |
| J      | ۱۴.۴° S       | ۱۳۲.۴° E      | ۳۲.۰ کیلومتر |
| F      | ۱۳.۵° S       | ۱۳۴.۰° E      | ۱۰.۰ کیلومتر |